# Maraapunisaurus
Maraapunisaurus (od słów: ma-ra-pu-ni, oznaczającego "wielki" w języku Ute, oraz greckiego sauros: "jaszczur") – rodzaj zauropoda należącego do nadrodziny Diplodocoidea. 
Obejmuje jeden gatunek, M. fragillimus, opisany w roku 1878 przez Edwarda Cope’a jako gatunek należący do rodzaju Amphicoelias, A. fragillimus; Carpenter (2018) przeniósł ten gatunek do odrębnego rodzaju. Opisany na podstawie jednego niekompletnego kręgu, który zaginął wkrótce po odkryciu; z tego powodu jedynym źródłem informacji o tym dinozaurze są rysunki owego kręgu i notatki na jego temat. 
Niepewna jest pozycja filogenetyczna Maraapunisaurus w obrębie Diplodocoidea, jak i całkowite rozmiary jego ciała; szacunki długości ciała wahają się od 30 do 60 metrów, a szacowana masa ciała dochodzi do 122 ton. W wypadku potwierdzenia prawdziwości górnych szacunków jego długości i masy ciała  Maraapunisaurus byłby jednym z największych znanych zwierząt lądowych.

## Opis
M. fragillimus znany jest z jednego niekompletnego kręgu (łuku kręgu oraz wyrostka kolczystego). Opisana przez Edwarda Drinkera Cope'a część kręgu miała według tego autora wysokość 1,5 metra; całkowitą wysokość kręgu Cope szacował na 1,83 metra. W ocenie Carpentera (2006) holotyp M. fragillimus mógł być przedostatnim lub ostatnim kręgiem grzbietowym; całkowitą wysokość kręgu Carpenter szacuje na 2,7 metra. Woodruff i Foster (2014) stwierdzili, że w związku z zaginięciem holotypu M. fragillimus niemożliwe jest definitywne określenie jego rozmiarów; analiza dostępnych danych na jego temat doprowadziła jednak autorów do wniosku, że najprawdopodobniej podana przez Cope'a informacja o rozmiarach okazu holotypowego tego gatunku zawierała błąd drukarski, a faktyczna wysokość zachowanej części kręgu wynosiła 1,05 metra. Autorzy szacują, że w takim wypadku całkowita wysokość okazu holotypowego wyniosłaby ok. 1,83 metra, a więc byłaby zbliżona do jego całkowitej wysokości według szacunków Cope'a. W ocenie Carpentera (2018) nie ma jednak mocnych podstaw, by kwestionować rozmiary kręgu podane przez Cope'a; autor zrewidował jednak swoje wcześniejsze szacunki całkowitej wysokości kręgu, określając ją na ok. 2,4 metra. W notatkach Cope'a wzmiankowany jest też odkryty kilkadziesiąt metrów od kręgu koniec dalszy kości udowej, który mógł również należeć do M. fragillimus; nie opisano go jednak.

## Historia gatunkuA. fragilimus
Szczątki A. fragillimus odnalazł Oramel Lucas w Parku Ogrodniczym w Kolorado. Był on zbieraczem skamielin, później zatrudnionym przed Edwarda Drinkera Cope. Znaleziska dokonał blisko kamieniołomu, gdzie znaleziono szczątki kamarazaura. Odnaleziona przez niego skamielina – pojedynczy kręg – była słabo zachowana, ale nadzwyczaj duża – miała 1,5 m wysokości. Lucas wiosną lub wczesnym latem 1878 zawiózł ten kręg do E. D. Cope'a, który oznaczył go jako AMNH 5777 i uznał za holotyp nowego gatunku zauropoda. Epitet gatunkowy wywodząca się z łaciny oznaczał bardzo kruchy (łac. fragillimus – superlativus (stopień najwyższy) od fragilis – łamliwy, kruchy, znikomy, słaby) i odnosiła się do delikatnej budowy kręgu. Dzienniki Cope świadczą o tym, że Lucas jako miejsce znalezienia skamieliny podał wzgórze położone na południe od kamieniołomu, w którym znaleziono szczątki kamarazaura znane obecnie jako "Cope's Nipple". Choć pierwotnie Cope pisał o nim jako o znalezisku ze środkowokredowej formacji Dakota, obecność w tych samych skałach szczątków kamarazaura świadczy o tym, że to naprawdę formacja Morrison, której wiek datuje się na późną jurę ok. 150 mln lat.

### Los skamielin
M. fragillimus jest czasami pomijany w artykułach o największych dinozaurach, ponieważ zarówno ów niekompletny kręg, jak i kość udowa zaginęły. Miejsce ich pobytu jest nieznane, a wszelkie dotychczasowe próby ustalenia go nie powiodły się. Kenneth Carpenter w 2006 zaproponował inną teorię co do losów skamielin M. fragillimus. Zwrócił uwagę na notatki Cope o bardzo kruchym holotypie M. fragillimus. Wtedy jeszcze nie znano metod konserwacji skamielin (Othniel Charles Marsh – konkurent Cope'a – po raz pierwszy próbował konserwować chemicznie skamieliny w 1880 r.) w skałach powstałych z zaschniętego błota, które mają skłonność do kruszenia się, przez co skamielina mogła się rozkruszyć, a sam Cope po wykonaniu szkicu pozbył się ich. Tłumaczyło by to, dlaczego Cope wykonał szkic owego kręgu tylko z jednej strony, a nie z różnych stron, jak w przypadku innych swoich znalezisk. W 1994 w miejscu, gdzie niegdyś znaleziono skamieliny M. fragillimus, przeszukiwano skały, używając radaru w poszukiwaniu innych części szkieletu tego zauropoda, które mogły się zachować. Jednak poszukiwania te zakończyły się fiaskiem – nie znaleziono żadnych skamielin M. fragillimus. Carpenter (2006) zauważył, że M. fragillimus został już w czasach jego opisu sceptycznie przyjęty przez społeczność naukową ze względu na tajemnicze zniknięcie skamielin i niewiarygodne rozmiary. Jednak zdaniem Carpentera nie ma podstaw by wątpić w prawdziwość odkrycia. Autor wskazuje, że gdyby Cope zmyślił całą historię o odkryciu kręgu, poważnie narażałby swoją reputację; poza tym Othniel C. Marsh, rywal Cope'a, który często w ostrym tonie krytykował jego publikacje, nigdy nie podał w wątpliwość istnienia kręgu M. fragillimus ani jego rozmiarów. Wiadomo, że Marsh opłacał szpiegów, którzy zaznajamiali go z postępami badań Cope'a; niewykluczone, że Marsh uzyskał tą drogą potwierdzenie istnienia kręgu. Henry Fairfield Osborn i C.C. Mook (1921) oraz Jan S. McIntosh (1998) również nie zanegowali istnienia M. fragillimus.

## Rozmiary
Jeśli zakłada się przynależność M. fragillimus do rodziny Diplodocidae, przy szacowaniu jego rozmiarów trzeba się oprzeć na porównaniach z zachowanymi kośćmi innych członków rodziny. Diplodoki były długimi, ale smukłymi i lekko zbudowanymi zauropodami. Cope oszacował rozmiary kręgu właśnie na podstawienia takich porównań. Zauważył on również, że u pozostałych zauropodów, jak A. altus czy Camarasaurus supremus kość udowa była dwa razy wyższa niż najwyższy krąg i oszacował jej długość na 3,7 m. W 1994 Gregory S. Paul używając diplodoka jako punktu wyjścia, oszacował długość kości udowej na 3,1–4 m; całkowite rozmiary A. fragillimus Paul oszacował na 40–60 m długości, 9 m wysokości w biodrach i 100-150 t masy ciała. Carpenter (2006), zakładając, że A. fragillimus miał takie proporcje ciała, jak diplodok, oszacował jego rozmiary na 58 m długości i 122,4 tony masy ciała. Carpenter wskazał też, że nawet najniższe zaproponowane przez Paula szacunki długości ciała M. fragillimus są większe niż szacunkowa długość ciała takich olbrzymich dinozaurów jak superzaur (32,5 m) i sejsmozaur (33,5 m) z rodziny Diplodocidae, zauroposejdon (34 m) z rodziny Brachiosauridae czy argentynozaur (30 m) i paralitytan (26 m) z kladu Titanosauria. Inne wymiary ciała, jakie zaproponował dla M. fragillimus Carpenter (przy założeniu, że miał on takie proporcje ciała, jak diplodok) to 16,75 m długości szyi, 9,5 m długości tułowia i 32 m długości ogona; według niego kończyny przednie M. fragillimus osiągały 5,75 m wysokości a kończyny tylne 7,5 m. Dla porównania płetwal błękitny – największe współczesne zwierzę osiąga przeciętnie 30–33 m długości. Dla porównania największy okaz płetwala błękitnego ważył 195 t, jednak należy przy tym pamiętać, że w wodzie łatwiej osiągnąć olbrzymie rozmiary i poruszać się z ciężkim ciałem niż na lądzie. Woodruff i Foster (2014) zwrócili jednak uwagę, że autorzy próbujący oszacować rozmiary M. fragillimus przyjmowali bez zastrzeżeń rozmiary okazu holotypowego tego gatunku podane przez Cope'a; jeśli jednak podana przez Cope'a informacja o jego rozmiarach zawierała błąd drukarski, a zachowana część kręgu była w rzeczywistości mniejsza, to i całkowite rozmiary M. fragillimus zostały prawdopodobnie przeszacowane przez wcześniejszych autorów. Carpenter (2018), szacując wymiary ciała M. fragillimus na podstawie porównań z Limaysaurus, określił prawdopodobną całkowitą długość jego ciała na 30,3–32 m.

## Klasyfikacja
Osborn i Mook w 1921 zsynonimizowali gatunki A. fragillimus i A. altus twierdząc, że ten pierwszy to po prostu wyrośnięty przedstawiciel A. altus. McIntosh (1988), Upchurch, Barret i Dodson (2004) oraz Woodruff i Foster (2014) zgodzili się z tym; natomiast Carpenter (2006) stwierdził, że różnice między A. fragillimus a A. altus są wystarczające aby uznać je za oddzielnie gatunki. Uznał on również, że owe różnice mogą być na tyle poważne, żeby zaliczyć te dinozaury nawet do odrębnych rodzajów. Jednak z powodu zaginięcia materiału kopalnego A. fragillimus nie można niczego ustalić z całą pewnością. W późniejszej publikacji Carpenter (2018) przeniósł gatunek A. fragillimus do odrębnego rodzaju Maraapunisaurus, który został przez tego autora zaliczony do rodziny Rebbachisauridae.

## Paleobiologia
Carpenter badał kwestię przyczyny gigantycznych rozmiarów zauropodów, w tym M. fragillimus. Stwierdził on, że duże rozmiary cechowały zauropody od początku ewolucji tej grupy. Porównał on zauropody do współczesnych dużych ssaków, jak słonie czy nosorożce. Wykształciły one duże rozmiary aby pomieścić spory układ pokarmowy, który pozwala sprawnie trawić pokarm. Długie jelita umożliwiają fermentację i gromadzenie pożywienia. Dzięki temu zwierzęta wyposażone w rozbudowany układ trawienny, w którym gromadzą pokarm, łatwiej wytrzymują okresowy spadek jakości pożywienia podczas pory suchej. Początkowo zauropody występowały w środowiskach z okresowymi suszami. Aby je przetrwać, wykształciły rozbudowane układy trawienne, co spowodowało powiększenie ich rozmiarów. Środowiskiem M. fragillimus była w zasadzie sawanna, w której okresowo spadała jakość pokarmu. Carpenter uznał, że inne zalety olbrzymich rozmiarów ciała jak długie życie, ochrona przed drapieżnikami czy niższe wydatki energetyczne były drugorzędne. W czasach M. fragillimus nie było trawy, więc Carpenter uznał, że układ trawienny zauropodów przystosowany do żywienia pokarmem niskiej jakości umożliwiał wykorzystywanie paproci jako sporej części diety. Jednak Engelmann i inni (2004) zanegowali teorię, według której zauropody żywiły się głównie paprociami, z powodu niskiej zawartości kalorii w nich. Znaleziska fauny jurajskich sawann wskazuje na obecność drzew, jednak ponieważ drzewa wymagają więcej wody niż reszta roślinności sawanny były tam raczej rzadkie. Najprawdopodobniej na jurajskich sawannach drzewa występowały na wąskich obszarach lub tworzyły lasy galeriowe wzdłuż zbiorników wodnych. Carpenter zaproponował teorię, według której wielkie roślinożerne jurajskie zwierzęta jak M. fragillimus spędzały dzień skryte w owych niewielkich lasach aby zapewnić sobie spokój i cień a w nocy wychodziły żerować na sawannie.